# Gennarino Tarantella
Gennarino Tarantella è un personaggio dei fumetti creato da Carlo Squillante e protagonista di storie a otto vignette raccontate con versi ottonari pubblicate sul Corriere dei Piccoli dal 1975 al 1977.

## Storia editoriale
Afredo Barberis, direttore del Corriere dei Piccoli dal 1974 al 1977, così ha scritto: «Tra i personaggi di carta che hanno contrassegnato la rinascita del Corrierino due sono soprattutto da ricordare: la Pimpa e Gennarino Tarantella. Gennarino Tarantella lo volli per una precisa ragione. Sfogliando, o meglio, studiando le vecchie annate del Corrierino mi ero fatto la convinzione che il giornale fosse sempre stato, diciamo, “nordico”; constatavo che tra i suoi personaggi più famosi, da Bonaventura a Marmittone, da Pier Lambicchi a e Pio Languore, non c'era nessuno dichiaratamente del sud. Qualche scugnizzo poteva far capolino nei racconti, nei romanzi a puntate, ma i personaggi, le “maschere di carta" non avevano una identità spiccatamente meridionale. Così chiesi a un outsider, cioè a un non appartenente al mondo degli illustratori, ma al dirigente di una grande industria con l'hobby del disegno, Carlo Squillante, di inventarmi un "eroe terrone". Nacque così Gennarino Tarantella, un napoletano verace che, povero in canna e non trovando lavoro nel nostro meridione, si allontanava dalla città natale, faceva fortuna all'estero grazie al suo estro tipicamente partenopeo e tornava ogni volta, ricco e felice, a mangiarsi un piattone di spaghetti all'ombra del Vesuvio.»
In realtà Gennarino - anticipando di almeno dieci anni un gustoso tormentone di Massimo Troisi - non era un emigrato bensì un turista in paesi inventati come il Paese dei Talponi, Macchioni, Nasoni, Cappelloni, Spilungoni, Timidoni, Piedoni, Chiassoni e altro. Il soccorrevole Tarantella trovava questi vari poveracci in condizioni molto problematiche e apparentemente senza speranza, perché costretti a vivere sottoterra o sott'acqua o in un baccano infernale o condannati a inciampare ad ogni piè sospinto per via dei piedi troppo lunghi o a nascondersi perché afflitti da eccessiva timidezza. Insomma Tarantella li riportava tutti alla godibile normalità con soluzioni bizzarre, ma efficaci. Tipo lo spalmare marmellata su binari ferroviari pericolosamente arrugginiti, che poi venivano mandrie di mucche a leccarli e a farli tornare splendenti e sicuri all'uso. Per compenso, Tarantella riceveva dai benificati niente più di un grande cono gelato o una t-shirt coi colori dell'arcobaleno (altra anticipazione ultra-decennale: cioè la maglietta pacifista) o un concerto bandistico o una maxi-cartolina postale oppure un monumento, però a mezzo busto. Quindi non era scritto da nessuna parte che era povero in canna, né che tornava ricco sfondato. Nella prima storia partiva da Napoli suonando il mandolino, probabilmente per dare un contentino ai fans a tutti i costi degli stereotipi partenopei. Il tormentone finale di tutte le storie di Gennarino Tarantella era "... torna a Napoli a mangiare gli spaghetti in riva al mare." Sarà anche questo uno stereotipo, ma è a tal punto gustoso e desiderabile, che farebbe concludere chiunque abbia trovato un dignitoso equilibrio esistenziale con un "evviva gli stereotipi, se sono tutti così!".
La prima storia di Gennarino Tarantella - intitolata "Nel Paese dei Musoni" - fu pubblicata il 25 maggio 1975 nel n. 21 del Corriere dei Piccoli. Si trattava di un formato classico del Corrierino di ogni tempo, cioè una tavola a colori con 8 vignette senza fumetti, ma ciascuna recante al piede una didascalia narrativa in versi ottonari. Le storie di Tarantella furono le ultime nella storia della testata ad utilizzare questo formato e questa modalità narrativa. L'ultima storia di Tarantella - intitolata "Il pittore Spolaor" - fu pubblicata il 7 aprile 1977 nel Corriere dei Piccoli n.14, in coincidenza col cambio di direzione della testata, passata a José Pellegrini, che decise di dismettere i personaggi e le storie "vecchia maniera", in favore di personaggi e soluzioni narrative del tracimante stile nipponico o nipponizzante.
Nel 2008 la rivista "The Artist" rende omaggio a Osvaldo Cavandoli e alla sua Linea con "Cavandoli!", un fumetto disegnato da 30 autori umoristici italiani: Carlo Squillante partecipa all'omaggio ridando vita, dopo circa tre decenni, a Gennarino Tarantella.

## Altri media
Il personaggio Tarantella era stato utilizzato, fin dalla sua nascita anche per giochi da tavolo e giochi di manualità come la coloratura o il ritaglio. Il personaggio è stato anche utilizzato per un soggetto de "I Trasferelli", giochi di carta a ricalco di gran moda alla fine degli anni '70. E negli stessi anni il trasferello di Gennarino Tarantella è stato incluso nel libro antologico dei classici de "I Trasferelli".